# Skate America de 1993
O Skate America de 1993 foi a décima segunda edição do Skate America, um evento anual de patinação artística no gelo organizado pela Associação dos Estados Unidos de Patinação Artística (em inglês:  United States Figure Skating Association). A competição foi disputada entre os dias 20 de outubro e 24 de outubro, na cidade de Dallas, Texas, Estados Unidos.

## Eventos
- Individual masculino
- Individual feminino
- Duplas
- Dança no gelo

## Medalhistas
| Evento                        | Ouro                                       | Prata                                                | Bronze                                           |
| Individual masculino detalhes | Viktor Petrenko · Ucrânia                  | Brian Boitano · Estados Unidos                       | Alexei Urmanov · Rússia                          |
| Individual feminino detalhes  | Oksana Baiul · Ucrânia                     | Surya Bonaly · França                                | Tonya Harding · Estados Unidos                   |
| Duplas detalhes               | Evgenia Shishkova · Vadim Naumov · Rússia  | Kyoko Ina · Jason Dungjen · Estados Unidos           | Karen Courtland · Todd Reynolds · Estados Unidos |
| Dança no gelo detalhes        | Sophie Moniotte · Pascal Lavanchy · França | Kateřina Mrázová · Martin Šimeček · República Tcheca | Renée Roca · Gorsha Sur · Estados Unidos         |

## Resultados

### Individual masculino
| Pos.              | Nome               | Nacionalidade  |
| ----------------- | ------------------ | -------------- |
| Medalha de ouro   | Viktor Petrenko    | Ucrânia        |
| Medalha de prata  | Brian Boitano      | Estados Unidos |
| Medalha de bronze | Alexei Urmanov     | Rússia         |
| 4                 | Todd Eldredge      | Estados Unidos |
| 5                 | Philippe Candeloro | França         |
| 6                 | Aren Nielsen       | Estados Unidos |
| 7                 | Michael Chack      | Estados Unidos |
| 8                 | Sébastien Britten  | Canadá         |
| 9                 | Mirko Eichhorn     | Alemanha       |

### Individual feminino
| Pos.              | Nome               | Nacionalidade  |
| ----------------- | ------------------ | -------------- |
| Medalha de ouro   | Oksana Baiul       | Ucrânia        |
| Medalha de prata  | Surya Bonaly       | França         |
| Medalha de bronze | Tonya Harding      | Estados Unidos |
| 4                 | Junko Yaginuma     | Japão          |
| 5                 | Marina Kielmann    | Alemanha       |
| 6                 | Lisa Ervin         | Estados Unidos |
| 7                 | Michelle Kwan      | Estados Unidos |
| 8                 | Charlene von Saher | Reino Unido    |
| 9                 | Sherry Ball        | Canadá         |
| 10                | Zusanna Szwed      | Polônia        |

### Duplas
| Pos.              | Nome                                | Nacionalidade  |
| ----------------- | ----------------------------------- | -------------- |
| Medalha de ouro   | Evgenia Shishkova / Vadim Naumov    | Rússia         |
| Medalha de prata  | Kyoko Ina / Jason Dungjen           | Estados Unidos |
| Medalha de bronze | Karen Courtland / Todd Reynolds     | Estados Unidos |
| 4                 | Elena Ledinkina / Denis Tikhonov    | Rússia         |
| 5                 | Jodeyne Higgins / Sean Rice         | Canadá         |
| 6                 | Tristen Vega / Joel McKeever        | Estados Unidos |
| 7                 | Anuschka Gläser / Axel Rauschenbach | Alemanha       |
| 8                 | Dana Mednick / Jason Briggs         | Reino Unido    |
| 9                 | Leslie Monod / Cédric Monod         | Suíça          |
| 10                | Sarah Abitbol / Stéphane Bernadis   | França         |

### Dança no gelo
| Pos.              | Nome                                   | Nacionalidade    |
| ----------------- | -------------------------------------- | ---------------- |
| Medalha de ouro   | Sophie Moniotte / Pascal Lavanchy      | França           |
| Medalha de prata  | Kateřina Mrázová / Martin Šimeček      | República Tcheca |
| Medalha de bronze | Renée Roca / Gorsha Sur                | Estados Unidos   |
| 4                 | Elizabeth Punsalan / Jerod Swallow     | Estados Unidos   |
| 5                 | Yaroslava Nechaeva / Yuri Chesnichenko | Letônia          |
| 6                 | Marika Humphreys / Justin Lanning      | Reino Unido      |
| 7                 | Barbara Minorini / Andrea Gilardi      | Itália           |
| 8                 | Rachel Mayer / Peter Breen             | Estados Unidos   |
| 9                 | Josée Piché / Pascal Denis             | Canadá           |

## Quadro de medalhas
| Ordem | País             | Medalha de ouro | Medalha de prata | Medalha de bronze |    | Ordem por total |
| ----- | ---------------- | --------------- | ---------------- | ----------------- | -- | --------------- |
| 1     | Ucrânia          | 2               |                  |                   | 2  | 2               |
| 2     | França           | 1               | 1                |                   | 2  | 2               |
| 3     | Rússia           | 1               |                  | 1                 | 2  | 2               |
| 4     | Estados Unidos   |                 | 2                | 3                 | 5  | 1               |
| 5     | República Tcheca |                 | 1                |                   | 1  | 5               |
| TOTAL | TOTAL            | 4               | 4                | 4                 | 12 | —               |